# Satay

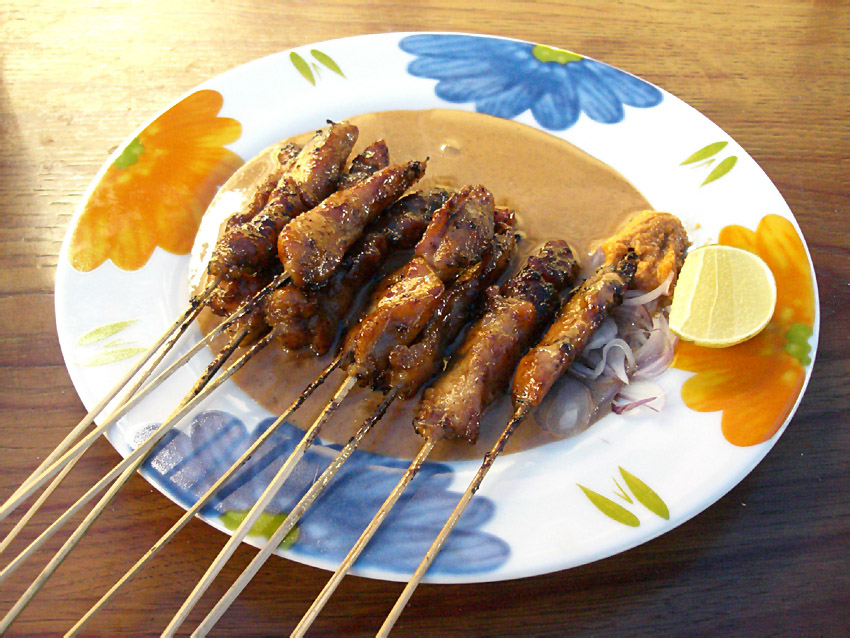
Satay de pollo.

Satay (escrito igualmente como saté) es un plato originario de Sumatra o Java, Indonesia, pero que es muy popular en otros países del Sudeste Asiático, tales como Malasia, Singapur, Filipinas y Tailandia, así como en los Países Bajos por influencia de las colonias neerlandesas. En Malasia, el satay es muy popular durante las celebraciones y puede encontrarse a lo largo de todo el país. Una analogía cercana se da en el Japón, donde el yakitori es muy semejante. Asimismo se tiene el shish kebab similar al satay.
Las recetas y los ingredientes del satay varían mucho según los países, por lo que se puede decir que suelen consistir en pedazos de carne puestos en un pincho de bambú o espinas de coco, que se colocan a la parrilla sobre unas brasas de carbón. Se suele usar cúrcuma para marinar los pedazos de carne del satay y darle al mismo tiempo un color amarillo exótico. 
Las carnes empleadas son la ternera, cerdo, venado, pescado, gambas y pollo. Existen algunos con carnes exóticas, como de cocodrilo y serpiente. Puede ser servido ya ligeramente especiado con una salsa para mojar elaborada con cacahuete, rodajas de cebollas y pepinillos y ketupat. El satay con carne de cerdo puede servirse con una piña y suele estar marinado en cúrcuma relish. La versión indonesia suele tener una salsa para mojar con soja.

## Orígenes del plato
Algunos alegan que el satay fue inventado por los inmigrantes procedentes de China que solían vender los pinchos de carne en una barbacoa callejera. Para decir esto argumentan que la palabra satay significa en el dialecto de Xiamen "tres veces apilado" (三疊), y realmente el satay se elabora muy a menudo con tres pedazos de carne "apilados" sobre el pincho de bambú. Otra explicación alega que la palabra satay en malayo tiene un significado antiguo que hace referencia a un verbo aplicable a la elaboración de ciertos platos de la cocina malaya que, evidentemente, tuvo fuertes influencias de la cocina china. No obstante, el satay se encuentra en Malasia, Singapur, Indonesia, Tailandia y Filipinas, todos estos países tienen poblaciones de origen chino.
Por otra parte, es muy posible que fuera inventado por los vendedores callejeros tanto de Malasia como de la isla de Java influenciados quizás por los árabes kebab. La explicación de este origen queda argumentada por el hecho de que sólo a comienzos del siglo XIX fue popular este plato, coincidiendo con la llegada de una mayor cantidad de inmigrantes de Oriente Medio a la región. El satay más popular contiene carnes de cordero y ternera en Malasia e Indonesias por ser no halal en la comunidad musulmana la ingesta de carne de cerdo.

## Platos similares
- Brochette (francesa)
- Espetada (española)
- Shashlik (rusa)
- Shish kebab (turca)
- Souvlaki o Kalamaki (griega)
- Pincho moruno (española)
- Anticucho (peruana)
- Yakitori (japonesa)
- Spiedino (italiana)